# ناتالي بركات
ناتالي بركات عارضة أزياء مقدمة برامج وممثلة لبنانية 

## حياتها ومشوارها المهني
بدأت في سن مبكر في عرض الأزياء وعام 2001 اختارها غسان الرحباني لتكون عضوة في فرقة الفوركاتس لكنها انفصلت عنها عام 2005، انتقلت بعدها لتقديم البرامج على قناة روتانا موسيقى ثم ال بي سي الفضائية اللبنانية، تلقت بعدها عرضا في التمثيل في مسلسل«حياة سكول» عام 2015 ثم في مسلسل «العاصي- البيت الأبيض» عام 2018

## أعمالها

### في التمثيل
- (2000): حب أعمى
- (2001): حكاية أمل
- (2015): حياة سكول
- (2018): العاصي-البيت الأبيض

### تقديم البرامج
- (2005-2006): شبيك لبيك:روتانا موسيقى
- (2011): ريد كاربت:ال بي سي الفضائية اللبنانية
- (2013): شوبيز:ال بي سي الفضائية اللبنانية